# Hyrachyus
L'irachio (gen. Hyrachyus) è un mammifero perissodattilo estinto, appartenente ai ceratomorfi. Visse nell'Eocene inferiore  -  medio (circa 55 - 40 milioni di anni fa) e i suoi resti fossili sono stati ritrovati in Nordamerica, Europa e Asia.

## Descrizione
Questo animale era di dimensioni medio - piccole, e le specie più grandi non superavano il metro e mezzo di lunghezza. L'aspetto doveva essere una sorta di incrocio tra quello di un tozzo cavallino e un piccolo tapiro (ma senza la tipica proboscide). Hyrachyus possedeva un corpo relativamente snello, adatto alla corsa, e caratteristiche poco specializzate nel cranio e nello scheletro. I denti di Hyrachyus mostrano già l'inizio dello sviluppo dei molari che porterà alla dentatura dei rinoceronti, con la caratteristica struttura a π (pi greco), con l'ectolofo irrobustito e unito alle altre creste.
Questo animale possedeva una dentatura arcaica rispetto agli altri perissodattili, con la presenza di tutti gli incisivi, ben sviluppati e funzionali ma non ingranditi come quelli dei rinoceronti successivi. I canini erano moderatamente ingranditi, e formavano delle piccole zanne. I premolari erano più piccoli e meno complessi dei molari, che assomigliavano a quelli dei tapidi. I molari superiori, tuttavia, possedevano già una struttura che anticipava quella dei rinoceronti. 

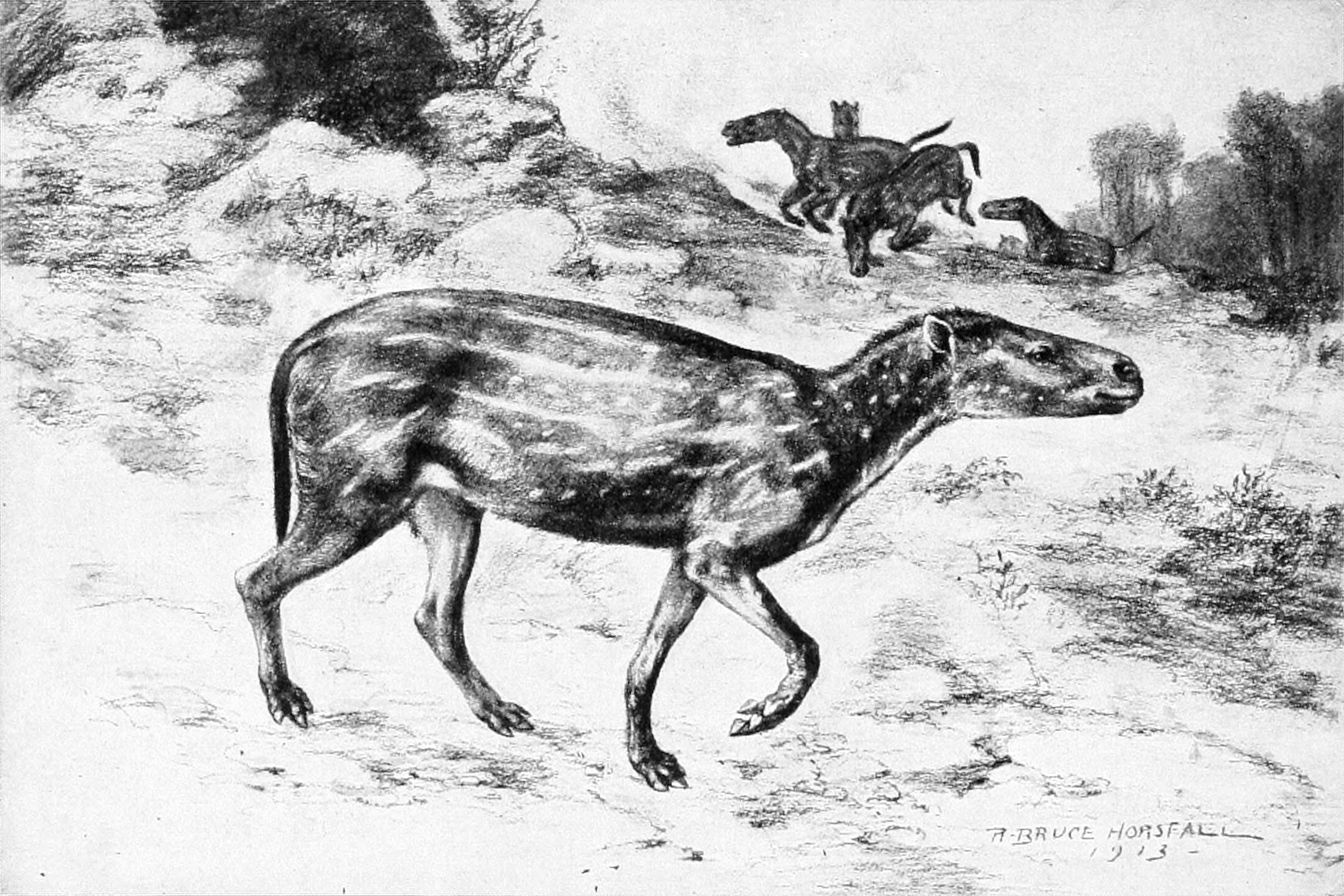
Ricostruzione di Hyrachyus eximius

Il cranio era lungo, basso e stretto, privo di corna. Le ossa nasali erano sottili e gracili, mentre la parte superiore del cranio aveva un profilo dritto e orizzontale. Il collo era piuttosto corto (al contrario di quello dei rinoceronti corridori come Hyracodon); il corpo era molto allungato e le zampe erano di lunghezza media, sicuramente più corte e robuste rispetto a quelle dei rinoceronti corridori come Triplopus. I piedi non erano molto allungati ma piuttosto snelli, ed erano dotati di tre dita; le mani erano invece provviste di quattro dita. 

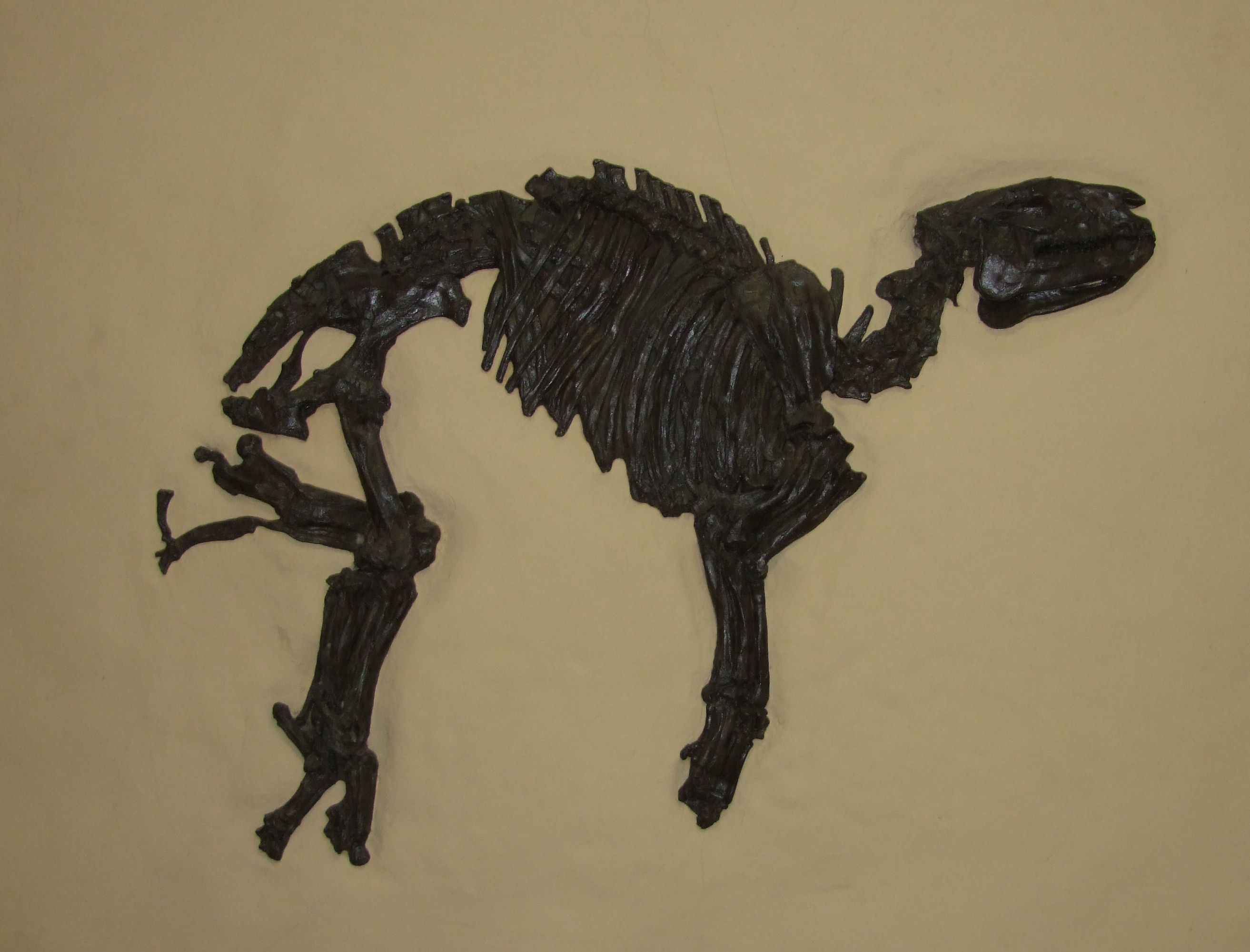
Fossile di Hyrachyus minimus

## Classificazione
Il genere Hyrachyus venne istituito da Joseph Leidy nel 1871, per accogliere alcuni fossili di perissodattili provenienti da terreni dell'Eocene inferiore/medio degli Stati Uniti. La specie tipo, Hyrachyus modestus, era stata precedentemente attribuita dallo stesso Leidy al genere Lophiodon. Sono note varie specie provenienti dagli Stati Uniti (California, Colorado, Montana, Nevada, Oregon, Texas, Utah, Wyoming); oltre alla specie tipo, però, solo H. eximius sembrerebbe possedere una validità tassonomica stabile. Fossili attribuiti a Hyrachyus sono stati inoltre trovati nelle regioni artiche canadesi (isola di Ellesmere) e in Giamaica (Domning et al., 1997). In Europa è ben conosciuta la specie H. minimus, proveniente da vari giacimenti in Inghilterra, Francia, Germania, Spagna e Svizzera; i fossili migliori sono stati ritrovati nel famoso giacimento tedesco di Messel; questa specie, insieme a H. cartieri, è stata in passato attribuita a un genere a sé stante, Chasmotherium. Hyrachyus è inoltre stato ritrovato in Asia, in particolare in Mongolia Interna e nello Yunnan (Cina); numerose sono le specie asiatiche descritte: H. crista, H. lunanensis, H. tongi, H. neimongoliensis, H. minor.

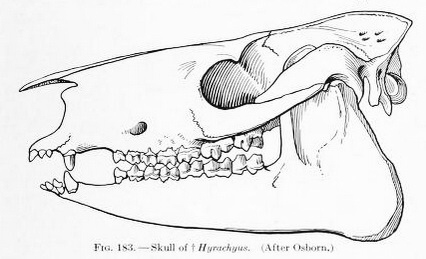
Cranio di Hyrachyus

Hyrachyus è considerato un rappresentante basale dei ceratomorfi, il gruppo di perissodattili a cui appartengono rinoceronti e tapiri. A causa delle sue caratteristiche primitive, non è possibile ascrivere Hyrachyus ai tapiroidi o ai rinocerotoidi, ma è probabile che fosse una delle forme da cui presero origine sia gli uni che gli altri.

## Bibliografia

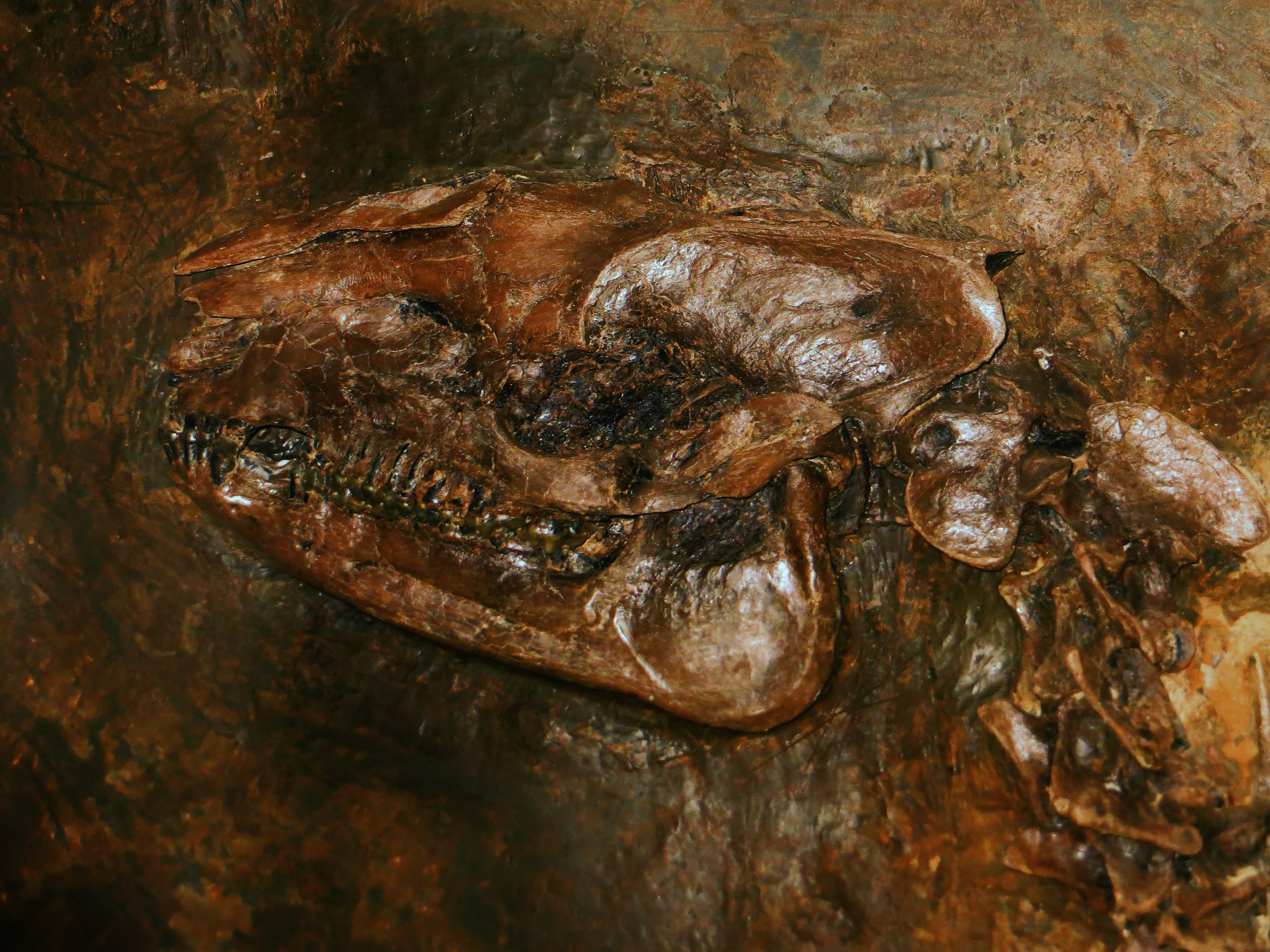
Cranio di Hyrachyus sp. proveniente da Messel